# 胡安·費爾南德斯群島

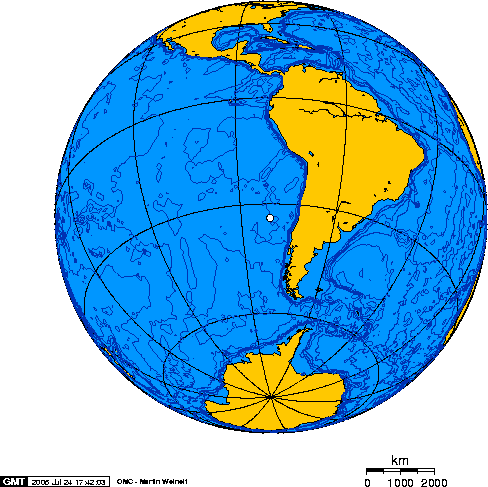
正投影圖

胡安·費南德茲群島（西班牙語：Archipiélago Juan Fernández）是南太平洋上的一個火山島群島。由3個島嶼組成。主要由魯賓遜克魯索島、马斯阿富埃拉岛（亞歷山大塞爾扣克島）和圣克拉拉岛3岛组成。总面积约185平方公里。島上人口2012年調查有900人，主要產業為旅游業和漁業。居民大部分集中在坎伯兰湾鲁宾逊村，人口516。距離智利本土大約有667公里。與復活節島并為智利在南太平洋的兩個特殊领地。
費南德茲群島的名稱來自西班牙探險家胡安·費南德茲。該群島也是名作《魯賓遜漂流記》的故事原型發生地。

## 事故
- 2011年智利空軍C-212墜毀事件